# Pathé
Pathé eller Pathé Frères er et fransk filmselskab oprettet af brødrene Charles og Emile Pathé i 1896. Selskabet er dermed et af verdens ældste filmselskaber.
Selskabet havde i 2010 en omsætning på: 824 mio €